# 1993 JD
1993 JD är en asteroid i huvudbältet som upptäcktes den 14 maj 1993 av den japanska astronomen Satoru Otomo i Kiyosato.
Asteroiden har en diameter på ungefär 5 kilometer och den tillhör asteroidgruppen Eunomia.